# هارفي غولدستاين
هارفي غولدستاين (بالإنجليزية: Harvey Goldstein)‏ هو أستاذ جامعي بريطاني، ولد في 30 أكتوبر 1939.

## وصلات خارجية
- الموقع الرسمي